# Otto Neitzel

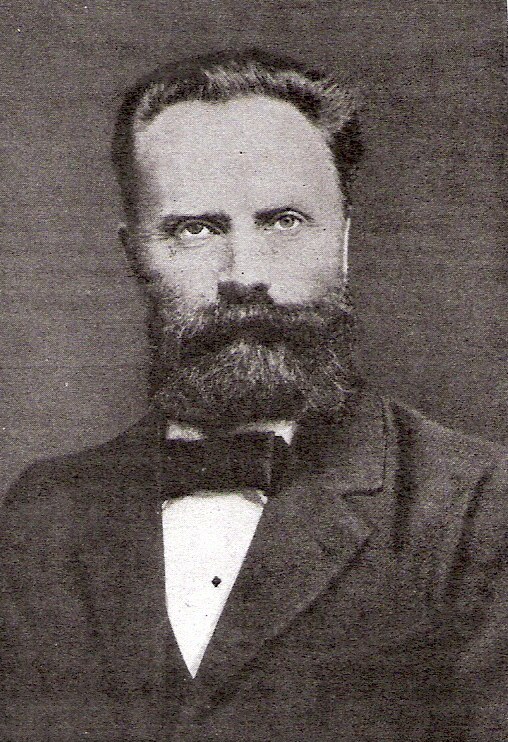
Otto Neitzel

Otto Neitzel (* 6. Juli 1852 in Falkenburg in Pommern; † 10. März 1920 in Köln) war deutscher Komponist, Pianist, Musikschriftsteller, Journalist und Hochschullehrer. Er ist ein Vertreter der deutschen Klavierschule des 19. Jahrhunderts.

## Leben
Otto Neitzels Eltern waren der Lehrer Gottfried Neitzel und dessen Frau Louise, geb. Messerschmidt. Er war das zweite Kind von sechs Geschwistern, die alle musikalisch begabt waren. Neitzels Schwester Helene wurde Konzertsängerin, sein Bruder Erich wurde Gewerbebaurat und komponierte. Bereits als Achtjähriger erregte Otto Neitzel als Wunderkind Aufsehen bei Klavierkonzerten in Dramburg, Kallies und Rummelsburg. In Berlin wurde das große Talent des Jungen von dem Direktor der Sing-Akademie Eduard Grell, von dem Geiger Hubert Ries und von dem Komponisten Wilhelm Taubert bestätigt, in Stettin von Carl Loewe. Der Vater verdiente im Monat jedoch nur 15 Taler und war deshalb nicht imstande, die Kosten für die weitere musikalische Ausbildung seines begabten Sohnes zu tragen.
Ab 1865 ermöglichte Bernhard Loeser, der auf dem Weg zum erfolgreichen Tabakunternehmer war, Otto Neitzel den Schulbesuch und die Musikausbildung in Berlin. Damit verließ Neitzel seine engere Heimat in der Pommerschen Schweiz für immer. Neitzel kam 1865 als Quartaner an das Joachimsthalsche Gymnasium und nahm an der Neuen Akademie der Tonkunst bei Theodor Kullak und Richard Wüerst Klavierunterricht. Die Friedrich-Kiel-Gesellschaft e. V. hat ihn als Schüler von Friedrich Kiel erfasst. Von 1873 bis 1875 war Neitzel Schüler von Franz Liszt. 1875 schrieb Neitzel in drei Wochen seine Dissertation Die ästhetische Grenze der Programmmusik und wurde zum Dr. phil. promoviert. Anschließend begleitete er als Pianist Pauline Lucca und den Geiger Pablo de Sarasate auf Tourneen.
1878 wurde Neitzel Direktor des Musikvereins in Straßburg. Von 1879 bis 1881 war er Musikdirektor am Straßburger Stadttheater und Lehrer am dortigen Konservatorium. Anschließend empfahl ihn Direktor Max Erdmannsdörfer als Lehrer an das Moskauer Konservatorium. Dorthin folgte Neitzel 1881 einem Ruf als Professor und Ausbildungslehrer. Er heiratete dort seine Schülerin Sophie Romboi, eine begabte Altistin.
Im Jahre 1885 wurde er dann als Lehrer an das Kölner Konservatorium berufen. In Köln übernahm er 1887 auch das Musikreferat der Kölnischen Zeitung und betätigte sich als Musikkritiker. In diese Zeit fällt sein Debüt als Opernkomponist (Angela, 1887, Halle a. d. Saale). Offen für technische Erfindungen nahm Neitzel am 23. Januar 1890 bei Rudolf Ibach & Sohn am Neumarkt in Köln Auszüge aus dem 2. Klavierkonzert von Chopin auf Edisons Phonographen auf; damit hinterließ er auf einem Wachszylinder eine der ältesten erhaltenen Musikaufnahmen weltweit.
Im Winter 1906/07 wurde Neitzel zu Konzerten in die Vereinigten Staaten von Amerika eingeladen, darunter auch zu Klaviervorträgen mit Erläuterungen, sogenannten lecture recitals. In Boston und Philadelphia spielte Neitzel Beethovens G-Dur-Konzert unter Karl Muck. Am 7. und 8. Februar 1909 dirigierte der die ‚Neunte‘ und die Chorfantasie von Beethoven, nachdem Muck ausfiel. Auf Grund des Erfolgs wollte Muck Neitzel zum Dirigieren überreden, Neitzel lehnte jedoch ab. Noch einmal probierte Neitzel eine Erfindung zur Tonaufnahme aus: im Oktober 1905 nahm er für das Welte-Mignon-Reproduktionsklavier eine Reihe von Werken auf Lochstreifenrollen aus Papier auf.
In den darauffolgenden Jahren komponierte und spielte Neitzel unermüdlich und betätigte sich als Musikschriftsteller. Er kam mit zahlreichen musikalischen Größen seiner Zeit in Kontakt, so auch mit Richard Wagner und Richard Strauss, für die er sich einsetzte.
Im März 1919 wurde er zum Mitglied der Preußischen Akademie der Künste in Berlin berufen.
Neitzel verfasste einen allgemeinen Opernführer und ein Werk über Richard Wagners Opern. Neben eigenen Kompositionen schuf er Klavierbearbeitungen bekannter Werke, etwa 1878 die Bearbeitung der Spanischen Tänze von Sarasate für Klavier. Verdienstvoll ist außerdem sein Buch über Saint-Saëns (1891). Als Musikschriftsteller wollte Neitzel anregend und unterhaltsam sein, weniger als wissenschaftlich geschulter Kritiker wirken.
Neitzel verstarb am 10. März 1920. Er hatte vier Töchter, von denen eine am Klavier ausgebildet worden war und eine andere als Harfenistin im Orchester spielte.
Die Kölnische Zeitung berichtete am 27. Januar 1890 über die letzte Aufnahmesession der Europa Expedition zur Bekanntmachung des Edison-Phonographen am 23. Januar 1890 in Köln, an der u. a. Neitzel teilnahm:
„Herr Wangemann, der echte Edison Apostel, der nämliche, welcher die Ehre hatte, dem deutschen Kaiser seine Apparate vorzuführen, beehrte einige hiesige Musiker und Musikfreunde mit Einladungen zur Besichtigung und Anhörung seines bei Ibach Sohn am Neumarkt aufgestellten Phonographen. Es scheint doch wohl, daß die Handhabung dieses Instruments nicht immer mit der nötigen Sorgfalt betrieben wird; denn von den sonst erwähnten Nebengeräuschen war namentlich an den frisch angefertigten Cylindern kaum etwas zu spüren. Ein auf dem Phonographen aufgenommener Claviervortrag ergab die getreulichste Zeichnung jeder Nuancenfeinheit und -freiheit, jeder verwischten Note, jedes unrichtigen Tons. Von frühern Cylindern waren eine Zigeunerkapelle und ein Wiener Tenorist besonders deutlich vernehmbar. Der Apparat, der nicht öffentlich gezeigt wird, war für die Aufnahme von musicalischen Vorträgen besonders eingerichtet.“

## Werke (Auswahl)

### Kompositionen
- Musiques pour piano et chant: opus 4, 5, 11, 25-27, 33, 36, 43
- Das Leben ein Traum, Fantasie für Violine und Orchester
- Vaterland, Ode für Chor, Orchester und Orgel

#### Opern
- Angela (Oper), Halle 1887
- Dido (Oper), 1888
- Der alte Dessauer (Oper), 1889, Wiesbaden
- Die Barbarina (Oper), 1904, Wiesbaden
- Walhall in Not, 1905, Bremen
- Der Richter von Kaschau (Oper), 1916, Darmstadt

### Schriften
- Deutscher Opernführer. Der Führer durch die deutsche Oper, Magnus-Verlag o. J., ISBN 978-3-88400-121-9
- Richard Wagners Opern. In Text, Musik und Szene, Magnus-Verlag 1983, ISBN 978-3-88400-122-6
- Der Führer durch die Oper des Theaters der Gegenwart, Text, Musik und Scene erläuternd, 3 Bände, Band 2: Richard Wagners Opern, A.G. Liebeskind, Leipzig 1890–1893
- Beethovens Symphonien – nach ihrem Stimmengehalt erläutert (mit zahlreichen Notenbeispielen), Tonger, Köln 1891

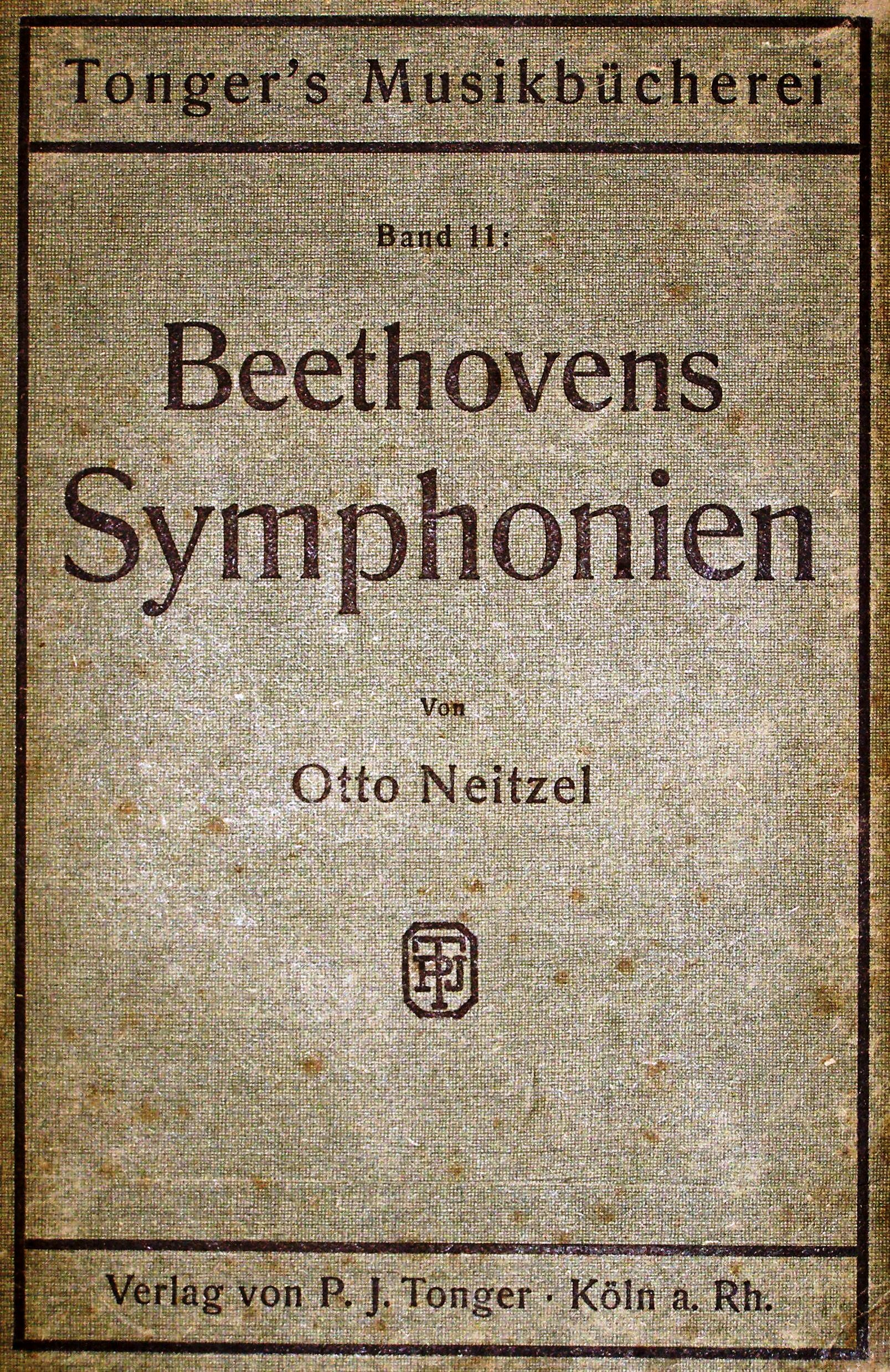
Titel
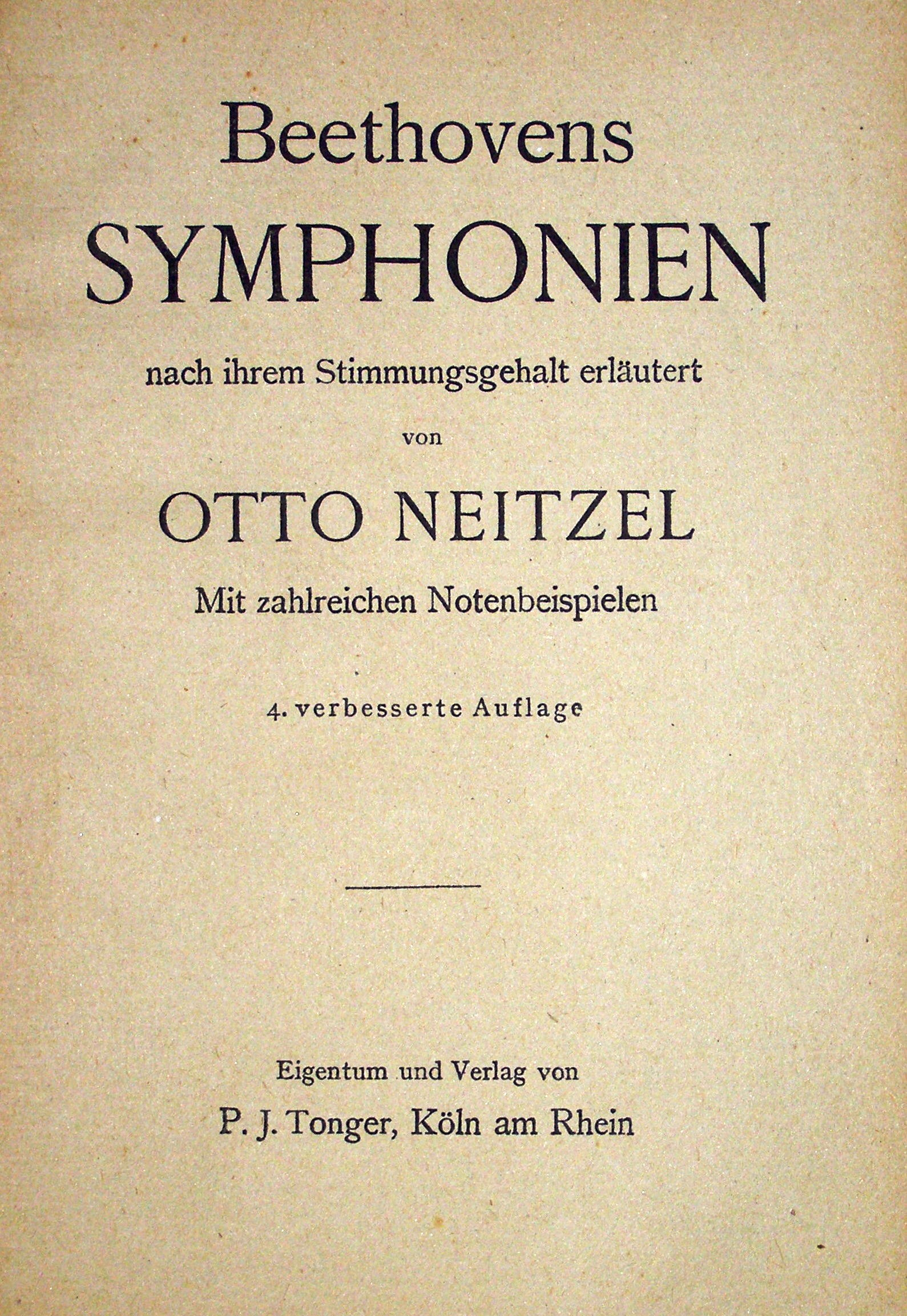
Innenseite

- Thematischer Leitfaden durch das Programm des 69. Niederrheinischen Musikfestes, Köln 1892.
- Camille Saint-Saëns, Harmonie Verlagsgesellschaft, Berlin 1899
- Einführung in Hauseggers Zinnober, Ahn, Köln 1898
- (mit L. Riemann), Musikästhetische Betrachtungen, Breitkopf und Härtel, Leipzig 1907, 3. Auflage: 1909
- Aus meiner Musikantenmappe – Ernstes und Heiteres, Loesdau, Berlin 1914 (Rev.A, S. 27)
- Der Führer durch die Deutsche Oper, Cotta, Stuttgart 1920.

## Tonträger
- Edison Phonographen Wachs-Walzencylinder: 23. Januar 1890, bei Rudolf Ibach und Sohn am Neumarkt in Köln, 1.24 Min., Aufnahme von Adelbert Theodor Wangemann, Auszüge 3. Satz „Klavierkonzert No. 2“ f-Moll, Frederic Chopin, Thomas Edison National Historical Park, West Orange, NJ, USA
- Welte-Mignon Reproduktionsrollen Nr. 681–695: Werke von J. S. Bach, Beethoven, Brassin, Debussy, Neitzel, Schumann und Saint-Saëns. Aufgenommen am 23. und 24. Oktober 1905 in Freiburg im Breisgau.
- Welte-Mignon Rolle 685 Beethoven, Ludwig van, Sonate No.26 Op. 81a Es-Dur I. Satz Les Adieux, 23.10.1905, Welte-Mignon Katalog 1907
- Welte-Mignon Rolle 686 Beethoven, Ludwig van, Sonate 26 Op. 81a Es-Dur II. Satz LÁbsence, III. Satz Le Retour, 24.10.1905, Welte-Mignon Katalog 1909
- Welte-Mignon Rollen 682-684 Beethoven, Ludwig van, Sonate No 17 Op 31, d-Moll, I. Satz, II. Satz, III. Satz, 24.10. 1905, Welte-Mignon Katalog 1909 N 01, 1910 N 10+1911 GB
- Welte-Mignon Rolle 688 von Otto Neitzel Les Rocs de Clifton, aus „Paysages anglais“, Katalog Welte-Mignon 24.10.1905, Welte – Mignon Katalog 1907
- Welte-Mignon Rolle 690 von Robert Schumann, Symphonische Etitüden Op.13, 1–3, 7, 11–12, Welte-Mignon Katalog 192